# 마법소녀 리리컬 나노하 시리즈의 등장인물
본 항목은 마법소녀 리리컬 나노하 시리즈의 등장인물 목록이다.

## 마법소녀 리리컬 나노하의 등장인물

### 주인공
타카마치 나노하
성우 - 타무라 유카리(이용신)
페이트 테스타로사
성우 - 미즈키 나나(이지영)

### 협력자
유노 스크라이어
성우 - 미즈하시 카오리(김현심)
알프
성우 - 쿠와타니 나츠코(한채언)

### 주변인물
타카마치 시로[아버지]
성우 - 김기흥
타카마치 모모코[어머니]
성우 - 김현심
타카마치 쿄야[오빠]
성우 - 박성태
타카마치 미유키[언니]
성우 - 안영미
츠키무라 시노부[츠키무라 스즈카의 언니]
성우 - 이현진
츠키무라 스즈카[친구 1]
성우 - 소연
노엘 K. 에리히카이트[츠키무라 가의 메이드]
성우 - 이소영
파린 K. 에리히카이트[츠키무라 가의 메이드]
성우 - 김보영
아리사 버닝스[친구 2]
성우 - 김현지

### 시공관리국
크로노 하라오운
성우 - 타카하시 미카코(이현진)
린디 하라오운
성우 - 윤여진
에이미 리미엣타
성우 - 김보영
알렉스
랜디

### 시간의 정원
프레시아 테스타로사
성우 - 소연

## 마법소녀 리리컬 나노하 A's의 등장인물

### 주인공
페이트 테스타로사(->페이트 테스타로사 하라오운)
성우-미즈키 나나, 이지영
타카마치 나노하
성우-타무라 유카리, 이용신
야가미 하야테
성우-우에다 카나

### 협력자
알프
유노 스크라이어
린포스

### 볼켄 리터
시그넘
성우-시미즈 카오리
비타
성우-사나다 아사미
샤멀
성우-유즈키 료카
자피라
성우-이치죠 카즈야

### 주변인물
츠키무라 스즈카
아리사 버닝스
타카마치 시로
타카마치 모모코
타카마치 쿄야
타카마치 미유키
이시다 의사

### 시공관리국
린디 하라오운
크로노 하라오운
에이미 리미엣타
레티 로랑
길 그레이엄
리제 아리아
리제 롯테

### 시간의 정원
아리시아 테스타로사
프레시아 테스타로사
리니스

## 마법소녀 리리컬 나노하 Strikers의 등장인물

### 기동6과 대장진
타카마치 나노하
페이트 테스타로사 하라오운
야가미 하야테

### 스타즈 분대
비타
스바루 나카지마
티아나 란스터

### 라이트닝 분대
시그넘
에리오 몬디알
캐로 루 루시에

### 롱 아치
린포스 츠바이
샤멀
자피라
바이스 그란세닉
샤리오 피니노
그리피스 로랑
알토 크라엣타
루키노 리리에

### 중요인물
비비오

### 육사 108부대
긴가 나카지마
겐야 나카지마

### 미드칠더 지상본부
레지어스 게이즈
오리스 게이즈

### 시공관리국 본국
크로노 하라오운
베롯사 아코스
유노 스크라이어
마리엘 아텐져

### 성왕교회
카림 그라시아
샤하 누에라

### 정체불명
제일 스칼리;가류
제스트
아기토

### 넘버즈
우노
두에
트레
콰트로
칭크
세인
노베
디에치
웬디
디도

### 기타 인물
퀸트 나카지마
메가느 알피노
라그나 그란세닉

## 마법소녀 리리컬 나노하 Vivid의 등장인물

### 주인공
타카마치 비비오
아인하르트 스트라토스

### 미드칠더 타카마치 가
타카마치 나노하
타카마치 비비오

### 성 힐데 마법학원
리오 웨즐리
코로나 티미라

### 구 기동6과 포워드진
스바루 나카지마
티아나 란스터
에리오 몬디알
캐로 루 루시에

### 성왕교회
카림 그라시아
샤하 누에라

### 나카지마 가
긴가 나카지마
겐야 나카지마
스바루 나카지마
노베 나카지마
칭크 나카지마
디에치 나카지마
웬디 나카지마

### 카르나지 알피노 가
메가느 알피노
루테시아 알피노
가류

### 고대 베르카의 왕들
성왕 오리비에 제게브리히트
패왕 크라우스 잉그발트
명왕 이쿠스베리어

### 구 넘버즈
칭크 나카지마
세인
오토
노베 나카지마
디에치 나카지마
웬디 나카지마
디도

## 마법전기 리리컬 나노하 Force의 등장인물

### 주인공
토마 아베니르
릴리 슈트로젝
아이시스 이그렛

### 시공관리국 특무6과
타카마치 나노하
페이트 테스타로사 하라오운
야가미 하야테
비타
시그넘
스바루 나카지마
티아나 란스터
에리오 몬디알
캐로 루 루시에
샤멀
자피라
린포스 쯔바이
샤리오 피니노
아기토

### 휴케바인
카렌 휴케바인
베이론
사이퍼
알나지
스텔라
드빌
포르티스

## 사운드스테이지X의 등장인물

### 주인공
티아나 란스터(19세) - 집무관이 되어 베르카의 고대병기 '마리아쥬'의 조사에 착수한다.
스바루 나카지마 - 해안경비대 방재지장이 되었다. 사건조사를 위해 미드칠더에 온 티아나에게 협력하게 된다.
에리오 몬디알 - 자연보호대에서 활동중 휴가를 내어 티아나, 스바루와 만나러 오게된다.
캐로 루 루시에 - 자연보호대에서 활동중 휴가를 내어 티아나, 스바루와 만나러 오게된다.

### 사건 협력자
루넷사 마그너스 - 티아나의 집무관보좌.
볼츠 스턴 - 해안경비대 방재사령. 스바루의 상관.
겐야 나카지마 - 지상본부 108부대의 대장.
긴가 나카지마 - 지상본부 108부대의 수사관.
알토 크라에타 - 지상본부 108부대 헬기파일럿.
타카미치 비비오 - 본국 무한서고의 사서.
루테시아 알피노

### 중요인물
이쿠스 베리어
트레디아 아그제

### 나카지마가
겐야 나카지마
긴가 나카지마
칭크 나카지마
디에치 나카지마
스바루 나카지마
노베 나카지마
웬디 나카지마

### 성왕교회
카림 그라시아 - 성왕교회의 기사.
샤하 - 성왕교회의 기사.
디도 - 성왕교회의 수녀.
옷토 - 성왕교회의 집사.
세인 - 성왕교회의 수녀.

### 스칼리에티 일당(기동 구치소)
제일 스칼리에티
우노
트레
콰트로

### 그 외
미아 바렛 - 자연보호대 소속. 에리오, 캐로의 상관
마리엘 - 본국의 기술관.
바이스 그랑세리크

## 마법소녀 리리컬 나노하 The Movie 1ST의 등장인물(1기와 동일)
타카마치 나노하
페이트 테스타로사

## 게임판 오리지널
주로 PSP판에 등장한다.